# Tobias Stieler
Tobias Stieler (ur. 2 lipca 1981 w Obertshausen) – niemiecki sędzia piłkarski od 1995, od 2012 sędzia Bundesligi, a od 2014 sędzia międzynarodowy FIFA. Od 2021 jest posiadaczem licencji UEFA Elite.